# Westerholz (Landschaftsschutzgebiet)
Das Landschaftsschutzgebiet Westerholz umfasst ein rund 600 Hektar großes Waldgebiet im oberbayerischen Landkreis Landsberg am Lech. Der Wald befindet sich auf der Hochterrasse über dem Lech im Gemeindebereich von Kaufering, Scheuring und Weil und wurde 1972 unter Schutz gestellt.
Mit der Inschutznahme sollte der Wald als Erholungsgebiet gesichert sowie das typische Landschaftsbild und die Pflanzenwelt erhalten werden. Die ordnungsgemäße Forstwirtschaft ist im Gebiet weiterhin erlaubt.
Eine 40 ha große Teilfläche des Landschaftsschutzgebietes steht als Naturwaldreservat und FFH-Gebiet unter stärkerem Schutz.

## Historische Waldnutzung
Das Westerholz diente Bayerischen Herzögen und Kurfürsten als Jagdrevier. Für die Parforcejagden auf Hirsche und Wildschweine wurden bis heute erhaltene breite Wege und sternförmige Wegkreuze (Jagdsterne) angelegt. Die Bewohner der benachbarten Gemeinden hatten bis 1938 das Recht, Linden, Pappeln und Aspen als Brenn- und Bauholz zu verwenden.

## Teilgebiet Reiherschlag
Im Nordosten des Westerholzes befindet sich innerhalb des Staatswaldbereichs das 1978 ausgewiesene und 40 ha große Naturwaldreservat Westerholz (auch Reiherschlag genannt), in dem keine forstliche Nutzung des Waldes erfolgt. Diese Teilfläche des Westerholzes ist außerdem als FFH-Gebiet DE-7831-301 Westerholz ausgewiesen, wodurch sie Teil des europäischen Schutzgebietsnetzes Natura 2000 ist.
Im Naturwaldreservat, das sich auf einer Meereshöhe von 577 bis 583 Metern erstreckt, wachsen Baumarten wie Stieleiche, Winterlinde, Berg-Ahorn, Esche, Buche, Birke und Erle. Auf dem Rissmoränenboden mit Löss- und Lehmüberlagerungen finden sich Eichen-Hainbuchen-Waldgesellschaften mit Übergängen zum Hainsimsen-Buchenwald. Im Frühling prägen größere Vorkommen des Buschwindröschens die Landschaft. Zu den hier lebenden Vögeln zählen unter anderem Hohltaube, Mittelspecht und Pirol. Ein Vertreter der Insektenwelt ist der Grüne Lindenbock, dessen Verbreitungsschwerpunkte in Südeuropa liegen.
2010 konnte in einer umgestürzten Eiche des Westerholzes eine Population des stark gefährdeten Eremiten-Käfers nachgewiesen werden.

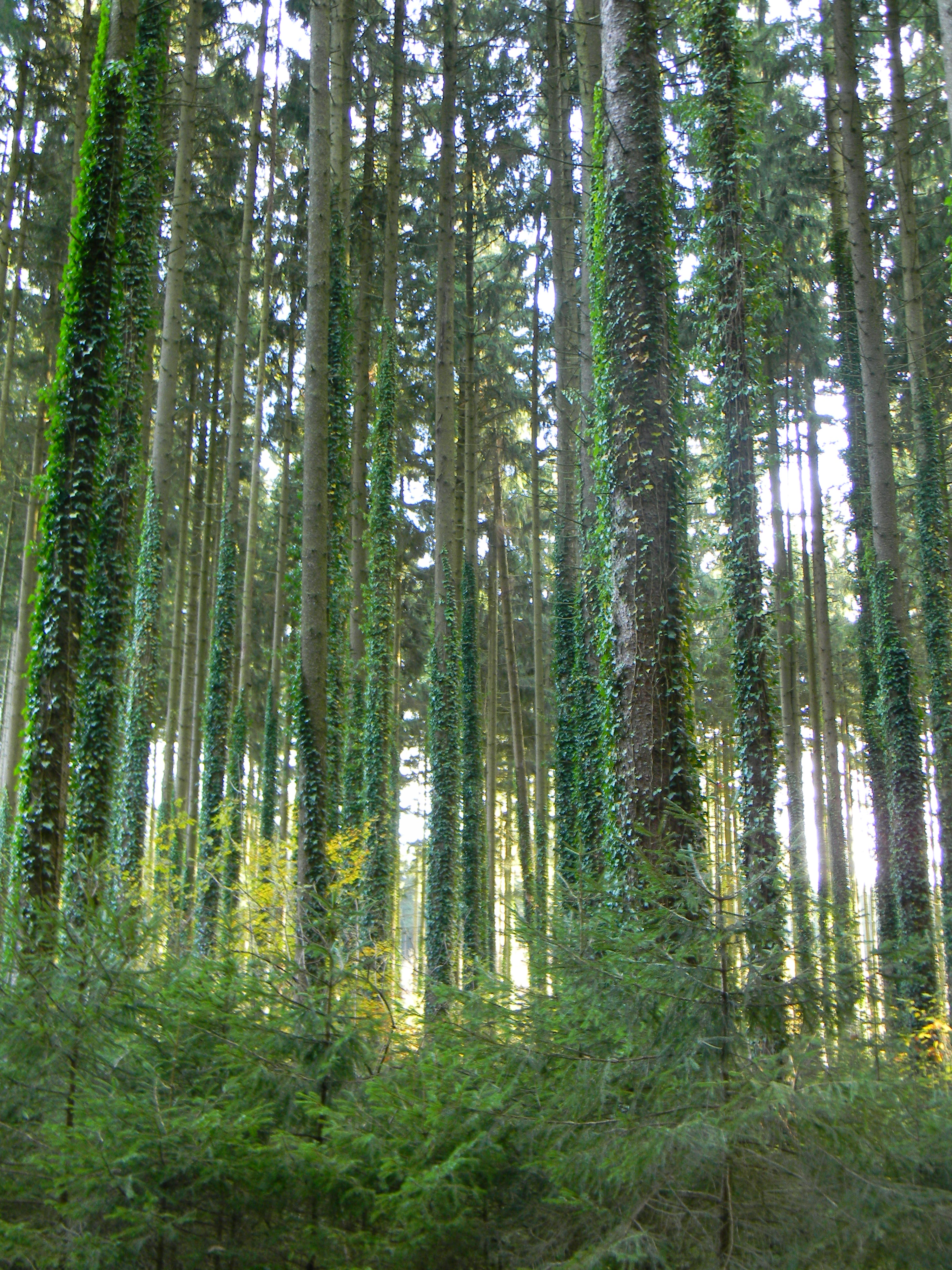
Charakteristisch für das Westerholz: Fichten mit hochrankendem Efeu
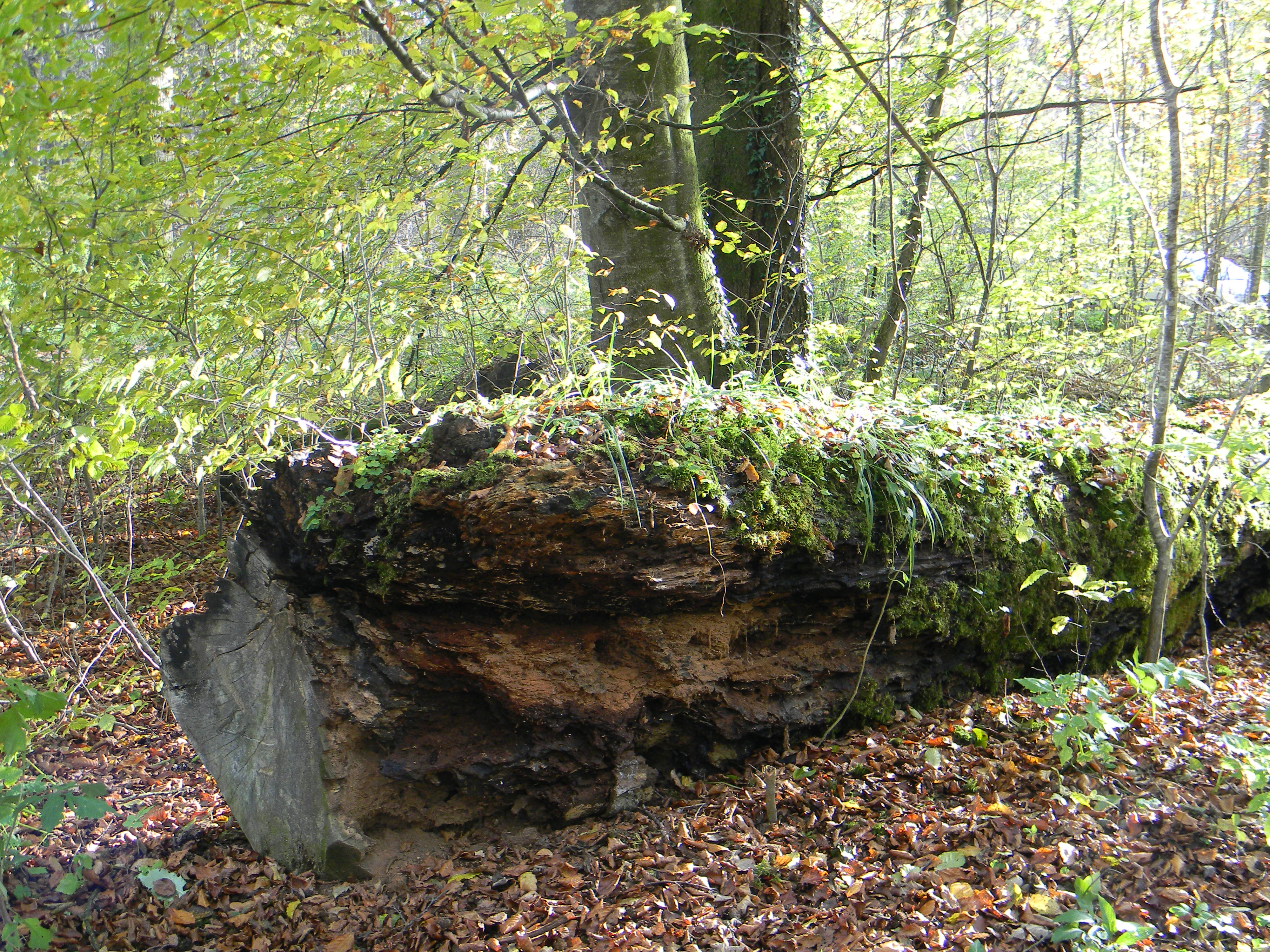
Totholz im Westerholz: Lebensraum für Insekten und Pilze

## Planungen
Es laufen Planungen, etwa 2020 im Landschaftsschutzgebiet bis zu vier Windräder zu errichten. Für das sog. „interkommunale Bürgerkraftwerk“ der Marktgemeinde Kaufering sei nicht nur eine zufriedenstellende Windsituation zu erwarten, sondern es würden auch die in Bayern verschärften Abstandsvorschriften erfüllt werden. Der Gemeinderat Scheuring beschloss Ende 2016, sich nicht an solch einem Gemeinschaftsprojekt zu beteiligen.

## Flugzeugabsturz
Am 9. Dezember 2004 stürzte ein Tornado des Jagdbombergeschwaders 32 ECR kurz nach dem Start von Lagerlechfeld (Bayern) am nördlichen Ende des Westerholzes ab. Der Pilot und der Waffensystemoffizier kamen bei dem Unfall ums Leben. Die Ursache für den Absturz konnte nicht ermittelt werden. Unweit der Absturzstelle wurde ein Gedenkstein errichtet, der an das Unglück und die beiden Piloten erinnert.